# Varano de’ Melegari
Varano de’ Melegari – miejscowość i gmina we Włoszech, w regionie Emilia-Romania, w prowincji Parma.
Według danych na rok 2004 gminę zamieszkiwało 2236 osób, 34,9 os./km².